# Lago Rawal
Lago Rawal,(em urdu:   جھیل راول‎) é um reservatório artificial que fornece as necessidades de água para as cidades de Rawalpindi e Islamabad, no Paquistão.
O rio Korang junto com alguns outros pequenos rios provenientes das Colinas de Margalla foram configurados para formar este lago artificial que abrange uma área de 8,8 km². O rio Korang é o fluxo de saída da barragem de Rawal. O lago Rawal está localizado dentro de uma seção isolada do Village Malpur, Bani Gala e Parque Nacional Colinas de Margalla.

## Recreação
A área ao redor do lago foi plantada com árvores florescentes e disposta com jardins, pontos de piquenique e caminhos isolados. O jardim em terraços e o lago são utilizados para piqueniques, pesca e passeios de barco. O ponto mais alto do jardim oferece uma vista panorâmica sobre o lago, as colinas de Margalla e Murree, Rawalpindi e Islamabad.

## Animais selvagens
O reservatório tem uma importância considerável para invernar aves aquáticas, especialmente Anas platyrhynchos. Os mamíferos residentes incluem a raposa comum, o Pangolin, o Porcupine, o gato da selva, o chacal, o javali e a marta de garganta amarela. Os répteis incluem Indian Cobra e Russell's Viper. É um bom lugar para observação de pássaros, já que a maioria das aves de Islamabad são encontradas alí.

## Pesca
Existem 15 espécies de peixes pertencentes a 11 gêneros presentes no Lago Rawal. As espécies de peixes no lago Rawal e seus afluentes incluem: Doula (Channa channa), Rahu (Labeorohita), Thaila (Catla catla), Mori (Cirrhinus mrigala), Carpa de peixe (Cyprinus carpio) e Tilápia (Tilapia mossambica).